# برنارتیتسه (ناحیه یسنیک)
برنارتیتسه (به چکی: Bernartice) یک منطقهٔ مسکونی در جمهوری چک است که در ناحیه یسنیک واقع شده‌است. برنارتیتسه ۲۸٫۵۱ کیلومتر مربع مساحت و ۹۲۵ نفر جمعیت دارد و ۲۵۴ متر بالاتر از سطح دریا واقع شده‌است.